# أرامكو لإمداد الزيت الخام (شركة)
شركة أرامكو لإمداد الزيت الخام هي إحدى الشركات التابعة لأرامكو السعودية، تم تأسيسها في عام 2021، مقابل 12.4 مليار دولار (46.5 مليار ريال سعودي) ، بحصة أغلبية نسبتها 51%، وائتلاف تقوده (إي آي جي) بحصة 49%. استأجرت حقوق استخدام شبكة خطوط أنابيب أرامكو السعودية للزيت الخام المركّز على مدى 25 عامًا، مقابل تعرفة مدفوعة من أرامكو السعودية عن كميات الزيت الخام المركّز التي تتدفق عبر الشبكة، وتكون تلك التعرفة مرتبطة بحد أدنى لحجم تلك الكميات.

## الصفقة
الصفقة، التي أُعلن عنها في أبريل 2021م، دخلت شركة أرامكو لإمداد الزيت الخام وأرامكو السعودية في اتفاقية استئجار وإعادة تأجير لشبكة أنابيب النفط الخام التابعة لأرامكو السعودية مدتها 25 عامًا. وفي المقابل، ستحصل شركة أرامكو لإمدادات الزيت الخام بدورها على تعرفة مدفوعة من أرامكو السعودية عن كميات الزيت الخام التي تتدفق عبر الشبكة، وتكون تلك التعرفة مرتبطة بحد أدنى لحجم تلك الكميات، وستحتفظ أرامكو السعودية بحصة أغلبية نسبتها 51% في الشركة الجديدة.
ستظل أرامكو السعودية محتفظةً بملكية شبكة خطوط الأنابيب بشكلٍ كاملٍ مع السيطرة التشغيلية التامة عليها، كما لن تفرض هذه الصفقة أي قيود على الشركة من حيث كمية الإنتاج الفعلي للزيت الخام التي تخضع لقرارات الإنتاج التي تتخذها المملكة العربية السعودية.

## الائتلاف
الائتلاف بقيادة إي آي جي غلوبال إنرجي بارتنرز (إي آي جي)، ويضم كلاً من شركة مبادلة للاستثمار، وإي آي جي. ومجموعة واسعة من المستثمرين من أمريكا الشمالية، وآسيا، والشرق الأوسط.